# Raión de Chudniv
Chudniv (en ucraniano: Чуднівський район) es un raión o distrito de Ucrania en el óblast de Zhytomyr. 
Comprende una superficie de 1037 km².
La capital es la ciudad de Chudniv.

## Demografía
Según estimación 2010 contaba con una población total de 41700 habitantes.

## Otros datos
El código KOATUU es 1825800000. El código postal 13200 y el prefijo telefónico +380 4139.